# Osmosis Jones
Pour plus de détails, voir Fiche technique et Distribution.
Osmosis Jones est un film américain réalisé par Peter et Bobby Farrelly et sorti en 2001. Mêlant prises de vues réelles (dirigées par les frères Farrelly) et animation (réalisée par Piet Kroon et Tom Sito), le film met en vedette les voix de Chris Rock, Laurence Fishburne, David Hyde Pierce, Brandy Norwood et William Shatner, ainsi que Molly Shannon, Chris Elliott et Bill Murray dans les scènes en prises de vues réelles. On y suit le personnage principal, Osmosis "Ozzy" Jones, un globule blanc, alors qu'il fait équipe avec un médicament contre le rhume pour protéger Frank DeTorre, son hôte humain, malade d'un virus mortel qu'il a contracté par inadvertance dans le zoo où il travaille. Les scènes se déroulant dans le corps de Frank sont présentées en animation.
Le film est un échec commercial, engrangeant 14 millions de dollars de recettes mondiales pour un budget de 70 millions. Malgré ces faibles résultats financiers, le film sera un succès en vidéo et suivi par une série télévisée d'animation, Ozzy et Drix, diffusée entre 2002 et 2004.

## Synopsis
Frank DeTorre est un homme veuf à l'hygiène de vie plus que douteuse vivant dans le Rhode Island. Il s'occupe seul de sa fille Shane, âgée de 10 ans. Après avoir été licencié de son emploi précédent, Frank travaille depuis peu dans au Sucat Memorial Zoo. À la faveur d'une pause déjeuner, il fait tomber un œuf dur près de la cage des chimpanzés et décide de le manger malgré tout. Il l'ignore mais l'œuf a été contaminé par un virus mortel en touchant le sol.
Pendant ce temps, dans le corps de Frank, Osmosis Jones est un globule blanc qui s'occupe de protéger l'organisme contre les corps étrangers. Il n'est pas très compétent mais se retrouve à faire face au virus, Thrax. Durant son enquête, il reçoit l'aide de Drix, un agent médicament.

## Fiche technique
Sauf indication contraire, les informations mentionnées dans cette section peuvent être confirmées par les bases de données cinématographiques IMDb et Allociné,  présentes dans la section « Liens externes ».
- Titre original et francophone : Osmosis Jones
- Réalisation : Peter Farrelly et Bobby Farrelly
- Scénario : Marc Hyman
- Musique : Randy Edelman
- Storyboard : Mark Andrews (supervision)
- Décors : Sydney J. Bartholomew Jr.
- Costumes : Pamela Withers
- Photographie : Mark Irwin
- Montage : Lois Freeman-Fox, Stephen Schaffer et Sam Seig
- Production : Dennis Edwards, Peter Farrelly, Bobby Farrelly, Zak Penn et Bradley Thomas
- Sociétés de production : Conundrum Entertainment et Warner Bros. Feature Animation
- Distribution : Warner Bros. Pictures
- Budget : 75 millions de dollars
- Pays de production :  États-Unis
- Langue originale : anglais américain
- Format : couleur - 2,35:1 - 35 mm - son DTS / Dolby Digital / SDDS
- Genre : comédie policière, buddy movie, animation
- Durée : 95 minutes
- Dates de sortie[1] :
  - États-Unis : 7 août 2001
  - France, Belgique : 19 décembre 2001
- Classification[2] :
  - États-Unis : PG (« for bodily humor »
  - France : tous publics

## Distribution

### Animation
- Chris Rock (VF : Lucien Jean-Baptiste ; VQ : François L'Écuyer) : Osmosis « Ozzy » Jones
- Laurence Fishburne (VF : Saïd Amadis ; VQ : Éric Gaudry) : Thrax
- David Hyde Pierce (VF : Patrick Noérie ; VQ : Jacques Lavallée) : l'agent spécial Drixenol « Drix » Drixobenzometaphedramine
- Brandy Norwood (VF : Olivia Dalric ; VQ : Christine Bellier) : Leah Estrogen
- William Shatner (VF : Jean-Bernard Guillard ; VQ : André Montmorency) : le maire Phlegmming
- Ron Howard (VF : Thierry Ragueneau ; VQ : François Godin) : Tom Colonic
- Kid Rock, Joe C., Kenny Olson, Jason Krause, Stefanie Eulinberg, Jimmie "Bones" Trombly et Uncle Kracker : le groupe fictif Kidney Rock

### Prise de vues réelles
- Bill Murray (VF : Richard Darbois ; VQ : Marc Bellier) : Frank DeTorre
- Molly Shannon (VF : Françoise Dasque ; VQ : Élise Bertrand) : Emma Boyd
- Chris Elliott (VF : Jean-Philippe Puymartin ; VQ : François Sasseville) : Robert « Bob » DeTorre
- Elena Franklin (VF : Jessica Monceau ; VQ : Stéfanie Dolan) : Shane DeTorre
- Joel Silver (VQ : Pierre Chagnon) : le chef de police (voix)
- Danny Murphy : le surveillant général du zoo
- Jack McGullough : le gardien du zoo
- Kathy Wege : Mme Jayne Claris, Volcano Lady
- Zen Gesner : docteur des urgences n° 1
- Zak Penn : docteur des urgences n° 3

## Production

### Genèse et développement
Le projet est développé par Tom Sito, qui devait initialement le mettre en scène en solo pour Warner Bros. Mais la branche animation du studio sort de deux échecs commerciaux avec Excalibur, l'épée magique (1998 et Le Géant de fer (1999). La Warner est alors très sceptique quant au développement de ce long-métrage, d'autant plus que la Fox connait un gros échec avec Titan A.E. est un. La production se débloque après un compromis : Tom Sito et son partenaire Piet Kroon se chargent de la partie animée alors que Peter Farrelly et Bobby Farrelly, auréolés du succès de Mary à tout prix, se charge des scènes en prises de vues réelles.
Will Smith était intéressé pour prêter sa voix à Ozzy, mais n'a pas pu le faire en raison de conflits d'emploi du temps. Par ailleurs, de nombreux acteurs ont été envisagés pour le Thrax : Jeff Daniels, Ian McKellen, Patrick Stewart, Dennis Hopper, Kevin Spacey, Isaac Hayes, Chuck Norris, LeVar Burton, Tim Allen, Samuel L. Jackson, Tom Cruise, Billy Bob Thornton, Robert Downey Jr. ou encore Kurt Russell. C'est finalement Laurence Fishburne qui le double. Malcolm McDowell, Christopher Lloyd, Dwayne Johnson, James Marsden, Doug Jones, Keanu Reeves et Leslie Nielsen ont quant à eux été envisagés pour le rôle de Drix.
Pour le rôle en prise de vue réelle de Frank Detorre, Dan Aykroyd, Adam Sandler, Tom Hanks, Jim Carrey, Ben Stiller et Johnny Depp ont été considérés. Le studio préférait Matt Dillon.
Sherri Howard, Holly Robinson, Camryn Manheim et Paula Abdul ont quant à elle été envisagées pour Leah ; Kathy Najimy, Amanda Detmer, Sophie Marceau et Jada Pinkett Smith pour celui de Mme Boyd.

### Tournage
Le tournage a lieu en extérieurs à Plymouth, dans le Massachusetts, entre avril et juin 2000.
Le film est initialement classé PG-13, pour « langage grossier et humour corporel ». Il a ensuite été remonté pour obtenir seulement un classement PG pour un public plus familial.

## Bande originale
La musique du film est composée par Randy Edelman. L'album, commercialisé par Atlantic / Warner Sunset, contient plutôt les chansons d'artistes rap et R'n'B.
| 1.      | Summer in the City (St. Lunatics)                             | - John Sebastian - Mark Sebastian - Steve Boone | Jason "Jay E" Epperson           | 4:38 |
| 2.      | Big Ball (Drama)                                              | - Terence Cook - Phalon Alexander | Jazze Pha                        | 3:57 |
| 3.      | Solo Star (Solange Knowles)                                   | - Beyoncé Knowles - Kandi Burruss - Talib Kareem | - Beyoncé - Kandi - Talib Kareem | 3:13 |
| 4.      | Open (Brandy)                                                 | Michael Flowers | Mike City                        | 4:10 |
| 5.      | Fill Me In, Pt. 2 (Craig David)                               | - Craig David - Mark Hill | Mark Hill                        | 4:11 |
| 6.      | I Believe (R. Kelly)                                          | Robert Kelly | R. Kelly                         | 4:54 |
| 7.      | Cool, Daddy Cool (Kid Rock & Joe C.)                          | - Robert J. Ritchie - Bob Crewe - Frank Slay | Kid Rock                         | 3:20 |
| 8.      | Turn It Out (De La Soul & Yummy Bingham)                      | - Kelvin Mercer - David Jolicoeur - Richard Morninglane | - R. Thentic - De La Soul        | 3:49 |
| 9.      | Take It to da House (Trick Daddy & the Slip N' Slide Express) | - Maurice Young - Adam Duggins - Mark Seymour - JoVaughn Clark - Katrina Taylor - Corey Evans - Charles Bobbit - Fred Wesley - James Brown - Harry Wayne Casey - Richard Finch | Righteous Funk Boogie            | 3:47 |
| 10.     | Just in Case (Nivea)                                          | - Nivea Hamilton - Leslie Brathwaite - Jasper Cameron - James Harris III - Terry Lewis - Terrance Kelly - Tim Patterson - Garfield Duncan - Dexter Archer                      | Leslie Brathwaite                | 3:55 |
| 11.     | Why Did You Have to Be (Debelah Morgan)                       | Diane Warren | Keith Thomas                     | 4:17 |
| 12.     | Don't Be Mad (Sunshine Anderson & Pinky Tuskedero)            | Flowers | Mike City                        | 3:42 |
| 13.     | Here We Go Again (Nappy Roots)                                | - James Chambers III - William Hughes - Vito Tisdale | James "Groove" Chambers          | 4:07 |
| 14.     | Love Me or Leave Me (Ms. Toi (en))                            | - Toikeon Parham - Don Saunders - Helen Adu - Andrew Hale | One Eye                          | 4:29 |
| 15.     | Rider Like Me (Ezekiel Lewis)                                 | - Ezekiel Lewis - Nicholas Loftin - Terron Mitchell - Johntá Austin - Miri Ben-Ari                                                                                             | Nick "Fury" Loftin               | 4:33 |
| 16.     | Break U Off (Uncle Kracker)                                   | - Matthew Shafer - Michael Bradford | Mike Bradford                    | 3:27 |
| 1:04:22 |                                                               | |                                  |      |

## Clins d’œil
- D'après les réalisateurs, le personnage du maire Phlegmming est inspiré de l'ancien président américain Richard Nixon, tandis que Tom Colonic est basé sur un autre président, John F. Kennedy[4].
- Le film fait différents clins d'œil aux classiques du cinéma : Le Parrain (la scène du sauna des aisselles), Matrix (le combat entre Ozzy et Thrax), Terminator 2 : Le Jugement dernier (Ozzy qui se divise sur la moitié du corps puis se reforme), Titanic (l'orchestre qui joue ensemble pour la dernière fois).
- Au début du film, Thrax est appelé « La Muerte Roja » (« La Mort Rouge »), nom du fléau meurtrier dans la nouvelle Le Masque de la mort rouge d'Edgar Allan Poe[4].
- Le personnage de Pikachu (Pokémon) apparait dans la scène de la vessie quand Drix veut quitter le corps de Frank.
- Comme dans de nombreux films, on peut entendre le cri Wilhelm, lorsque Thrax — après avoir kidnappé Leah — détourne un véhicule et expulse le conducteur[4].
- Nerve News Network (NNN) est une parodie de CNN, notamment par son logo. CNN appartenait alors à WarnerMedia, le même conglomérat médiatique qui possède Warner Bros., qui a produit ce film[4].

## Série TV
Une série télévisée d'animation en 26 épisodes, Ozzy et Drix, reprenant les personnages d'Osmosis Jones et Drix, est réalisée en 2002.